# Osred II
Osred, mort le 13 ou le 14 septembre 792, à Tynemouth, est roi de Northumbrie de 788 à 790.

## Biographie
Fils du roi Alhred et de son épouse Osgifu, elle-même fille du roi Eadberht, il succède à son cousin du côté maternel Ælfwald Ier, fils d'Oswulf, assassiné le 23 septembre 788 par l'ealdorman Sicga. Bien qu'il ait réussi à réunifier deux des factions rivales qui se disputent la domination de la Northumbrie, il est déposé en 790. Après avoir reçu la tonsure à York, il est exilé, apparemment dans un monastère de l'île de Man. Æthelred, fils d'Æthelwald Moll déposé en 779, reprend le trône.
De retour d'exil en 792, Osred II meurt le 13 septembre. La Chronique anglo-saxonne rapporte que « 18 jours avant les calendes (premier jour du mois) d'octobre, il fut arrêté et tué ». Il est probable que cet assassinat a été commandité par Æthelred, qui avait déjà fait exécuter en 791 Ælf et Ælfwine, les fils d'Ælfwald, et tenté de tuer Eardwulf en 790. Osred est inhumé à Tynemouth.